# Guido Alberto Fano
Pour les articles homonymes, voir Fano.
Guido Alberto Fano (né le 18 mai 1875 à Padoue – mort le 14 août 1961 au hameau de Tauriano Spilimbergo) est un compositeur, pianiste, chef d'orchestre et pédagogue italien.

## Biographie
Guido Alberto Fano a commencé ses études musicales avec Vittorio Orefice (professeur de chant connu et chef de chorale) et apprend alors le piano sous la direction de Cesare Pollini.
En 1894, Giuseppe Martucci le veut comme élève dans sa classe de piano et de composition à Bologne et en 1897 l'a déclaré son élève préféré.
En 1896, Guido Alberto Fano est allé en Allemagne et en Autriche pour une tournée de concerts et faire connaissance de la vie musicale de ces pays, grâce à une bourse de perfectionnement à l'étranger ministérielle obtenue "pour mérites particuliers de composition".
En 1897, il obtient son diplôme de Maître Compositeur à l'unanimité avec les félicitations au Liceo Musicale de Bologne (dont le directeur est Giuseppe Martucci, également professeur de composition). L'année suivante, il remporte le premier prix du concours organisé par la Società del Quartetto de Milan, avec la Sonate pour piano et violoncelle. Il est nommé à l'Accedamia "Palestrina" de Bologne pour l'étude et la diffusion de l'art choral ancien italien.
En 1899 il est nommé professeur de piano au Liceo Musicale de Bologne, et en 1900, il obtient le diplôme d'organisateur de concerts spirituels pour l'Exposition d'Art Sacré San Francesco de Bologne. Il obtient également une mention honorable dans le prestigieux "Concours international de compositeurs Rubinstein" à Vienne, avec l'« Andante et Allegro con fuoco pour piano et orchestre », la « Sonate pour piano et violoncelle », les « Quatre Fantaisies pour piano seul ».
En 1901, il est diplômé en droit de l'Université de Bologne.
En 1902, il collabore avec Gabriele D'Annunzio pour la publication de la musique d'Antonio Scontrino (en).
En 1905, il est nommé directeur du Conservatoire Royal de Musique de Parme à l'issue d'un concours, seul vainqueur sur trente-six concurrents suivant l'opinion unanime des commissaires Toscanini, D'Arienzo, Falchi, Gallignani, Zuelli.
Entre 1905 et 1912, il forme, dans la classe de composition et de direction d'orchestre, des élèves tels que Frazzi, Ghione, Dal Campo, favorise et encourage les institutions de concerts et de la culture musicale variée, donne des concerts en tant que pianiste soliste et de musique de chambre, dirige des concerts symphoniques poursuivant la politique culturelle instaurée par les maîtres Pollini et Martucci, dirige une saison d'opéra à Parme (1906-1907) et à Reggio d'Émilie (1907-1908).
En 1911, il refuse la nomination en tant que professeur et pianiste virtuose au "College of Music" à Cincinnati Ohio (USA).

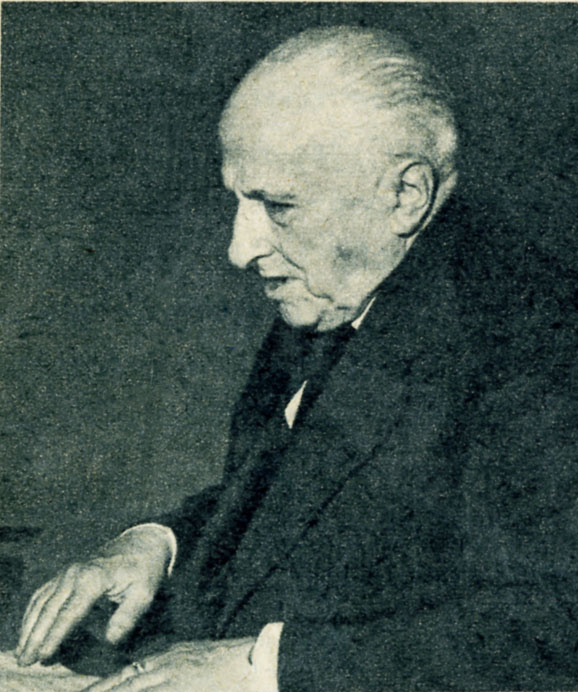
Guido Alberto Fano en 1955

En 1912, il a été nommé directeur du Conservatoire Royal "San Pietro a Majella" de Naples.
Pendant la période napolitaine, il dirige de nombreux concerts symphoniques et poursuit le travail d'animateur de la vie musicale et culturelle. Il forme à la composition de nouveaux élèves dont Franco Capuana.
En 1916, il est nommé Directeur du Conservatoire royal Vincenzo Bellini de Palerme.
En 1922, il a obtenu sa nomination comme professeur de piano au Conservatoire Royal Giuseppe-Verdi de Milan.
À partir de 1938, il est exclu de l'enseignement en raison des lois raciales et en 1943-1945, il est forcé de fuir et de chercher refuge à Fossombrone et Assise.
À la fin de la guerre, il reprend son poste d'enseignant qu'il quitte en 1947, l'année où il est placé à la retraite.
Il est décédé le 14 août 1961 à Tauriano (Spilimbergo).

## Œuvres

### Opéras lyriques
- Astrea (1903)
- Juturna (1912)

### Musique symphonique
- Preludio sinfonico (1896)
- Ouverture en fa mineur (1897)
- Andante e allegro con fuoco per pianoforte e orchestra (1900)
- Due poemi per canto e grande orchestra (1907)
- La tentazione di Gesù (poème symphonique d'après Arturo Graf, 1909)
- Impressioni sinfoniche da Napoleone (1949).

### Musique de chambre
- Fantasia Sonata pour violon et piano (1893)
- Romanza pour piano et violoncelle (1894)
- Pagine d'album pour violon et piano (1895)
- Andante appassionato pour violon et piano (1896)
- Sonata pour piano et violoncelle (1898)
- Quintette pour piano et cordes (1917)
- Ansietà pour violon et piano (1932)
- Allegretto scherzoso pour piano et violoncelle (1932)
- Arcano! pour piano, violon, et violoncelle (1932)
- Quatuor à cordes (1942).

### Musique pour piano
- Allegro, Melodia, Presto (1892)
- Preludio, Mestizia, Valse-Impromptu, Intermezzo, Studio, Finale (1892-93)
- Sonatina (1895)
- Sonata (1895-99)
- Quattro Fantasie (1896)
- L'enfant s'amuse; Imago ... e Solitudo (1933)
- Tema con variazioni (1941)
- Corale variato (1942)

### Musique vocale pour voix et piano
Entre parenthèses l'auteur des vers
- Quattro canti (Angelina De Leva - 1895)
- Tre canti (Luigi Arturo Bresciani - 1896)
- Cinque canti (Giuseppe Lipparini - 1900)
- Tre Canzoni del Decameron (Giovanni Boccaccio - 1901)
- Canzone (Guido Alberto Fano - 1903)
- Chi sa! (Rocco Pagliara - 1904)
- Nebbia (Giovanni Pascoli - 1906)
- Passa la nave mia (Giosuè Carducci, da Heinrich Heine - 1906)
- Vere novo (Giosuè Carducci - 1906)
- Il sogno della vergine (Giovanni Pascoli - 1913)
- Le Lis (Alphonse de Lamartine - 1916)
- Triste canto (Enrico Panzacchi - 1933)
- Tre canti (Gabriele D'Annunzio - Giosuè Carducci - 1945)
- ...a l'avvenire (Gabriele D'Annunzio - 1945)
- Tre canti (Gabriele D'Annunzio - 1945)
- La stornellatrice (Gabriele D'Annunzio - 1945).

## Source
- (it) Cet article est partiellement ou en totalité issu de l’article de Wikipédia en italien intitulé « Guido Alberto Fano » (voir la liste des auteurs).